# Wereldkampioenschappen schaatsen junioren 2016
De Wereldkampioenschappen schaatsen junioren 2016 vonden van 11 tot en met 13 maart plaats op de provinciale ijsbaan van Jilin te Changchun, China. Het was de 45e editie van het WK voor junioren en de tweede editie in zowel Changchun als China.
Naast de allroundtitels voor jongens (45e) en meisjes (44e) en de wereldtitels in de ploegenachtervolging voor landenteams (15e) waren er voor de achtste keer wereldtitels op de afstanden te verdienen. De jongens streden voor de titel op de 500, 1000, 1500 en 5000 meter en de meisjes voor de titel op de 500, 1000, 1500 en 3000 meter. Verder werden de wereldtitels op de teamsprint en de massastart voor de tweede keer vergeven.
Aan het toernooi deden 68 jongens en 52 meisjes uit 20 landen mee.

## Programma
| Programma                                                 | Programma                                                                                           | Programma                                                                                       |
| vrijdag 11 maart                                          | zaterdag 12 maart                                                                                   | zondag 13 maart                                                                                 |
| --------------------------------------------------------- | --------------------------------------------------------------------------------------------------- | ----------------------------------------------------------------------------------------------- |
| 500 m meisjes 500 m jongens 1500 m meisjes 1500 m jongens | 1000 m meisjes 1000 m jongens 3000 m meisjes* 5000 m jongens* Teamsprint meisjes Teamsprint jongens | Ploegenachtervolging meisjes Ploegenachtervolging jongens Massastart meisjes Massastart jongens |

* 3000m meisjes en 5000m jongens met kwartetstart 

## Medaillewinnaars
| Onderdeel     | Goud                                                            | Zilver                                                     | Brons                                                            |
| Jongens       | Jongens                                                         | Jongens                                                    | Jongens                                                          |
| ------------- | --------------------------------------------------------------- | ---------------------------------------------------------- | ---------------------------------------------------------------- |
| 500 m         | Ihnat Halavatsjoek                                              | Christopher Fiola                                          | Yang Tao                                                         |
| 1000 m        | Benjamin Donnelly                                               | Kim Min-seok                                               | Marten Liiv                                                      |
| 1500 m        | Kim Min-seok                                                    | Benjamin Donnelly                                          | Marcel Bosker                                                    |
| 5000 m        | Benjamin Donnelly                                               | Kim Min-seok                                               | Chris Huizinga                                                   |
| Allround      | Benjamin Donnelly                                               | Kim Min-seok                                               | Marcel Bosker                                                    |
| Massastart    | Kim Min-seok                                                    | Christopher Fiola                                          | Benjamin Donnelly                                                |
| Teamsprint    | Rusland Michail Kazelin Viktor Moesjtakov Aleksandr Tkatsj      | China Gao Tingyu Alemasi Kahanbai Yang Tao                 | Wit-Rusland Jevgenij Bolgov Ignat Golovatjuk Stanislav Ignatenko |
| Achtervolging | Zuid-Korea Kim Min-seok Oh Hyun-min Park Ki-woong               | Canada Benjamin Donnelly Christopher Fiola Tyson Langelaar | China Alemasi Kahanboi Wu Ju Zhang Chuang                        |
| Meisjes       |                                                                 |                                                            |                                                                  |
| 500 m         | Darja Katsjanova                                                | Kim Min-jo                                                 | Jelizaveta Kazelina                                              |
| 1000 m        | Jelizaveta Kazelina                                             | Darja Katsjanova                                           | Han Mei                                                          |
| 1500 m        | Jelizaveta Kazelina                                             | Esther Kiel                                                | Béatrice Lamarche                                                |
| 3000 m        | Jelizaveta Kazelina                                             | Park Ji-woo                                                | Esther Kiel                                                      |
| Allround      | Jelizaveta Kazelina                                             | Han Mei                                                    | Park Ji-woo                                                      |
| Massastart    | Ayano Sato                                                      | Esther Kiel                                                | Béatrice Lamarche                                                |
| Teamsprint    | Rusland Darja Katsjanova Jelizaveta Kazelina Vladlena Rogatkina | Japan Miku Asano Ayano Sato Rio Yamada                     | Polen Karolina Bosiek Andźelika Wójak Kaja Ziomek                |
| Achtervolging | Nederland Loes Adegeest Esther Kiel Femke Markus                | Zuid-Korea Eom Chae-rin Park Cho-won Park Ji-woo           | Japan Moe Kitahara Ayano Sato Rio Yamada                         |

## Nederlandse deelnemers
| Jongens         | Jongens | Jongens | Jongens | Jongens | Jongens | Jongens | Jongens | Jongens |
| Naam            | 0500m   | 1000m   | 1500m   | 5000m   | Allr.   | Mass.   | TSpr.   | PAch.   |
| --------------- | ------- | ------- | ------- | ------- | ------- | ------- | ------- | ------- |
| Joep Baks       | 18e     | 7e      | 19e     |         |         |         | 7e      |         |
| Marcel Bosker   | 30e     | 13e     | Brons   | 4e      | Brons   | 24e     | 7e      | 4e      |
| Niek Deelstra   | 5e      | 21e     |         |         |         |         | 7e      |         |
| Chris Huizinga  |         |         | 13e     | Brons   |         | 7e      |         | 4e      |
| Marwin Talsma   |         |         |         | 9e      |         |         |         | 4e      |
| Meisjes         |         |         |         |         |         |         |         |         |
| Naam            | 0500m   | 1000m   | 1500m   | 3000m   | Allr.   | Mass.   | TSpr.   | PAch.   |
| Loes Adegeest   | 33e     | 19e     | 16e     | 15e     | 16e     |         |         | Goud    |
| Sanne In 't Hof | 34e     | 22e     | 12e     | 7e      | 13e     |         |         |         |
| Esther Kiel     | 23e     | 8e      | Zilver  | Brons   | 4e      | Zilver  |         | Goud    |
| Femke Markus    | 29e     | 17e     | 6e      | 5e      | 9e      | 4e      |         | Goud    |
| Dione Voskamp   | 8e      |         |         |         |         |         |         |         |